# Liste der Biografien/Duo
Liste der Biografien |
Portal Biografien |
Personensuche
# |
A |
B |
C |
D |
E |
F |
G |
H |
I |
J |
K |
L |
M |
N |
O |
P |
Q |
R |
S |
T |
U |
V |
W |
X |
Y |
Z |
?
 
Da |
Db |
Dc |
Dd |
De |
Dg |
Dh |
Di |
Dj |
Dk |
Dl |
Dm |
Dn |
Do |
Dq |
Dr |
Ds |
Du |
Dv |
Dw |
Dy |
Dz
 
Dua |
Dub |
Duc |
Dud |
Due |
Duf |
Dug |
Duh |
Dui |
Duj |
Duk |
Dul |
Dum |
Dun |
Duo |
Dup |
Duq |
Dur |
Dus |
Dut |
Duu |
Duv |
Duw |
Dux |
Duy |
Duz
Die Liste der Biografien führt alle Personen auf, die in der deutschsprachigen Wikipedia einen Artikel haben. Dieses ist eine Teilliste mit 18 Einträgen von Personen, deren Namen mit den Buchstaben „Duo“ beginnt.

## Duo
- Duo, Bujie (* 1994), chinesischer Langstreckenläufer
- Duo, Duo (* 1951), chinesischer Schriftsteller
- Duo, Dylan (* 1977), gibraltarischer Dartspieler

### Duoj
- Duoji Qiuyun (* 1962), chinesischer Bogenschütze

### Duon
- Duong Kieu, Mai (* 1987), deutsch-vietnamesische SchauspielerinMai Duong Kieu (* 1987)

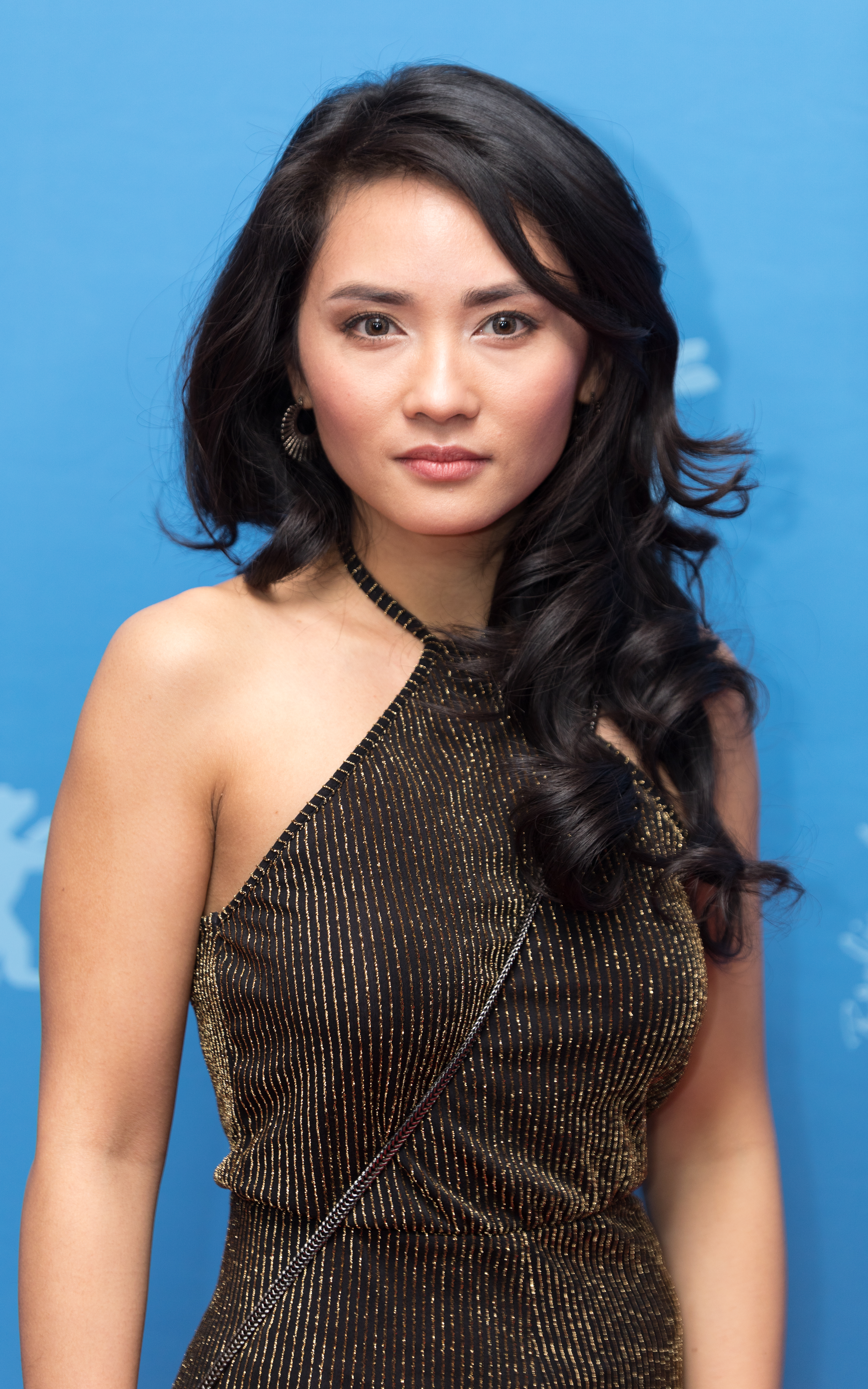
Mai Duong Kieu (* 1987)

- Dương Quỳnh Hoa (1930–2006), vietnamesische Ärztin und Politikerin
- Dương Thị Việt Anh (* 1990), vietnamesische Hochspringerin und Siebenkämpferin
- Dương Thụ (* 1943), vietnamesischer Komponist
- Dương Thu Hương (* 1947), vietnamesische Schriftstellerin und Dissidentin
- Dương Vân Nga († 1000), vietnamesische Kaisergemahlin und Regentin
- Dương, Anh Vũ (* 1980), vietnamesischer Karambolagespieler
- Dương, Bảo Đức (* 1989), vietnamesischer Badmintonspieler
- Dương, Hồng Sơn (* 1982), vietnamesischer Fußballtorwart
- Duong, Ken (* 1983), deutscher Schauspieler
- Dương, Thị Vân (* 1994), vietnamesische Fußballspielerin
- Dương, Thúy Vi (* 1993), vietnamesische Wushu-Sportlerin
- Dương, Văn Minh (1916–2001), vietnamesischer Politiker und General
- Dương, Văn Thái (* 1992), vietnamesischer Mittelstreckenläufer